# 杨庙镇 (固镇县)
杨庙镇，原为杨庙乡，是中华人民共和国安徽省蚌埠市固镇县下辖的一个乡镇级行政单位。2022年5月18日撤乡设镇。

## 行政区划
杨庙镇下辖以下地区：
杨庙社区、何集社区、安集村、安圩村、任湖村、门东王村、赵湖村、田湖村、刘魏湖村、姚王村、张庄村、孟庙村、桑元村、曹徐村、东岭村、北圩村、蒋南村、张巷村、陆郢村、孙浅村、乔店村、严湾村、澥南村、乔圩村、松南村、楼上村和庙新村。